# ミゲル・アラウホ
ミゲル・ジャンピエール・アラウホ・ブランコ（Miguel Gianpierre Araujo Blanco 、1994年10月24日 - ）は、ペルー・リマ出身のプロサッカー選手。メジャーリーグサッカー・ポートランド・ティンバーズ所属。ペルー代表。ポジションは、ディフェンダー（センターバック）。

## 経歴

### クラブ
2013年7月29日、レッドスター・ベオグラードと4年契約を結んで移籍した。自身初の海外移籍となるも、5試合に出場した限りで退団した。

### 代表
2018 FIFAワールドカップを戦うペルー代表の本大会メンバーに選出された。

## 代表歴

### 出場大会
- ペルー代表
  - 2018 FIFAワールドカップ

### 試合数
- 国際Aマッチ 29試合 0得点（2014年-）[3]

| ペルー代表 | 国際Aマッチ | 国際Aマッチ |
| 年         | 出場        | 得点        |
| ---------- | ----------- | ----------- |
| 2014       | 1           | 0           |
| 2015       | 0           | 0           |
| 2016       | 1           | 0           |
| 2017       | 4           | 0           |
| 2018       | 5           | 0           |
| 2019       | 6           | 0           |
| 2020       | 2           | 0           |
| 2021       | 2           | 0           |
| 2022       | 4           | 0           |
| 2023       | 4           | 0           |
| 2024       |             |             |
| 通算       | 29          | 0           |

## タイトル
レッドスター
- セルビア・スーペルリーガ: 2013-14[4]